# Долна Любогоща
Долна Любогоща (на сръбски: Доња Љубогошта) е село в Босна и Херцеговина, разположено в община Пале, в ентитета на Република Сръбска. Населението му според преброяването през 2013 г. е 404 души, от тях: 395 (97,77 %) сърби, 5 (1,23 %) бошняци, 2 (0,49 %) хървати и 2 (0,49 %) не се определили.

## Население
Численост на населението според преброяванията през годините:
- 1961 – 349 души
- 1971 – 245 души
- 1981 – 292 души
- 1991 – 291 души
- 2013 – 404 души